# Семено-Александрівка
Семено-Александрівка (рос. Семёно-Александровка) — село у Бобровському районі Воронезької області Російської Федерації.
Населення становить 1772 особи (2010). Входить до складу муніципального утворення Семено-Александрівське сільське поселення.

## Історія
Населений пункт розташований у межах українського історико-культурного регіону Східної Слобожанщини. Від 1928 року належить до Бобровського району, спочатку в складі Центрально-Чорноземної області, а від 1934 року — Воронезької області.
Згідно із законом від 15 жовтня 2004 року входить до складу муніципального утворення Семено-Александрівське сільське поселення.

## Населення
| 2000 | 2005  | 2010  |
| ---- | ----- | ----- |
| 2060 | ↘1959 | ↘1772 |